# Ångspårvägar i Skåne

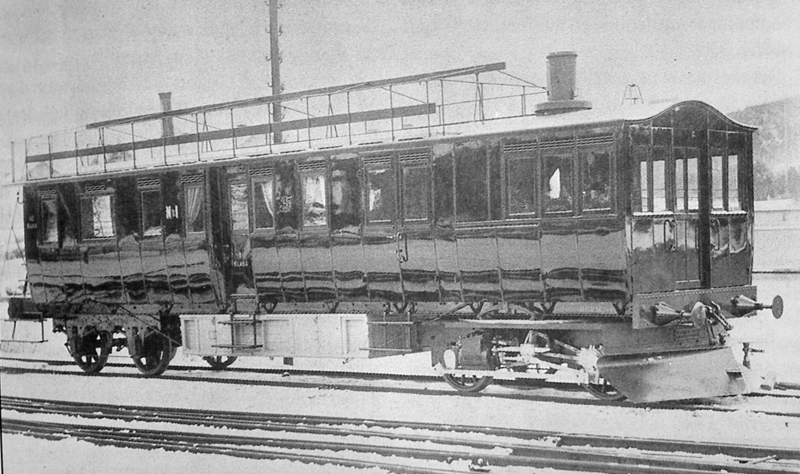
Ångvagn vid Börringe-Anderslövs Järnväg, byggd av Atlas i Södertälje och Nydqvist & Holm 1884 efter William Robert Rowans system

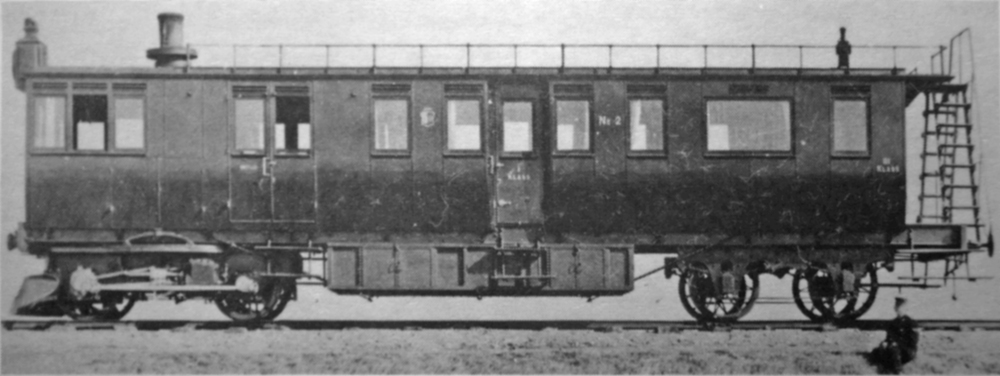
Ångvagn vid Gärd Härads Järnväg

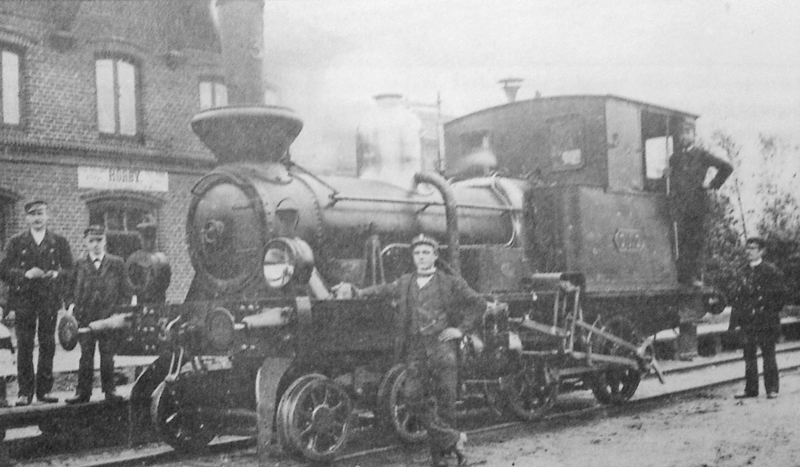
Gärdsbanans loktyp för ångspårvägarna var av en unik konstruktion. Loket är GJ nr3 med namnet "R Hamilton", tillverkat av Nydqvist & Holm 1885, vid Hörby station omkring 1895.

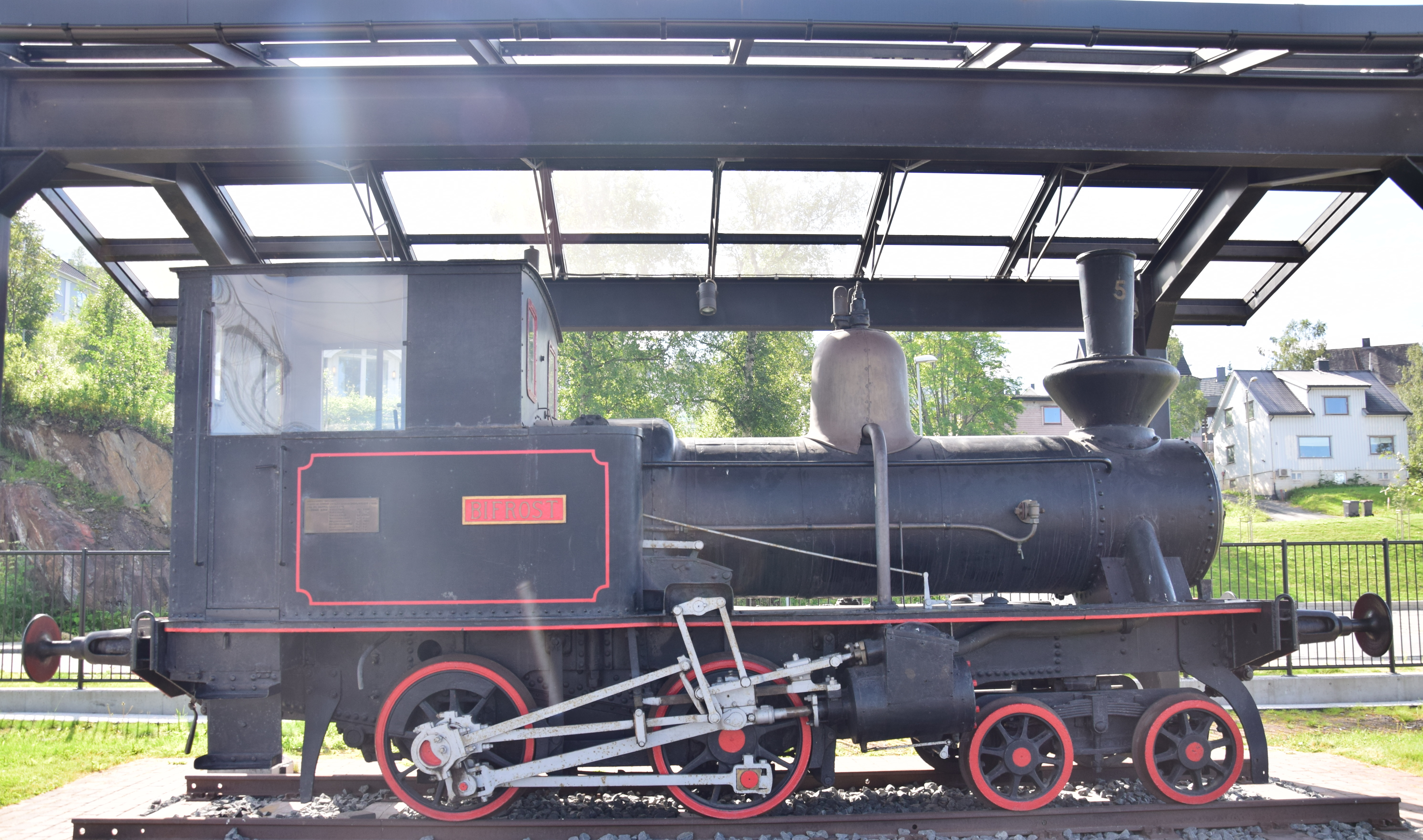
Loket Bifrost utanför Narvik museum i Narvik

Ångspårvägar fanns det fem stycken av i Skåne.
Ångspårvägen var svaret på järnvägsbygge under den lågkonjunktur som kom på 1870-talets senare del, då man försökte komma på billigare sätt att kunna bygga och driva järnvägar. Ångspårvägen var klenare jämfört med ordinarie järnväg, den krävde mindre mängd människor i arbete då man slog samman ett antal funktioner. Trafiken sköttes inte av vanliga tåg utan av ångmotorvagnar, som var en sorts ångdriven rälsbuss, som dessutom kunde ta med sig någon eller några mindre godsvagnar på släp. William Robert Rowan, som ägde Randers Jernbanevognfakrik i Randers, och den belgiske järnvägsingenjören Alfred Belpaire (1820–1893) lanserade omkring 1880 varianter på ångspårvägslösningar. 

## Ångspårvägsidén - en klenare bana
Ångspårvägens enligt Rowans komcept gick ut på besparingar genom enklare utrustning av banan och sammanförande av flera uppgifter på varje tjänsteställe. Mellanstationerna förestods av banvakter och biljettförsäljning och godsexpediering utfördes av tågpersonalen. Ångvagnen hade en förare men eldningen fick utföras av konduktören i mån av tid. Ångspårvagnen hade koppelkrokar och kunde således ta med sig någon eller några lättare godsvagnar. Ångvagnarna hade en takvåning som sommartid fick ett tygtak som solskydd under vilket man kunde montera bänkar. I övrigt innehöll en ångvagn förutom maskinrum, post- och resgodskupé, 1:a klass och en 3:e-klasskupé. Under golvet fanns lådor för resgods.
För Gärds Härads Järnväg utfördes stationerna på samma besparande sätt där man inhyste både expeditionslokaler och bostadsytrymme under samma tak. Samtliga stationer använde samma ritning för sitt utförande undantaget Degeberga, som fick ett kombinerat lok- och ångvagnsstall tillsammans med stationen. Linjen Everöd–Åhus fick standardiserade hus i ett delvis annat utförande. Unikt för Gärdsbanan är stationshusens läge med gaveln riktad mot banan i stället för långsidan.
När linjen Everöd–Åhus byggdes på Gärdsbanan, byggdes större och mera ordinära stationshus, då man fått negativ erfarenhet av de små stationshusen på Gärdsbanans första etapp. Även övriga ångspårvägar byggde mera ordinära stationshus.
För godstrafiken, som inte sköttes av ångvagnarna, utvecklades av Nydqvist & Holm en unik fyraxlig loktyp med en tvåaxlig boggie framför de två drivhjulen. Ett av dessa ånglok, Bifrost, finns kvar utställt utanför Narvik Museum i Narvik i Norge, efter att också ha tjänstgjort för LKAB.

## Ångspårvägar i Skåne
- Gärds Härads järnväg 1881 - 1883
- Simrishamn-Tomelilla Järnväg 1882
- Börringe-Anderslövs Järnväg 1884
- Höör-Hörby Järnväg 1882
- Bandelen Åstorp-Kattarp-Höganäs, tillhörande Skåne-Hallands Järnväg 1885

Samtliga skånska banor, som från början drevs på basis av en koncession för ångspårväg, omklassades senare till järnväg.